# Jan Tabortowski
Jan Tabortowski, ps. „Bruzda” w AK i AKO, „Tabor” w WiN-ie (ur. 3 października?/16 października 1906 w Nowogródku, zm. 23 sierpnia 1954 w Przytułach) – major Wojska Polskiego, żołnierz AK, AKO i WiN, inspektor inspektoratów III Łomżyńskiego i IV Suwalskiego AK, prezes rejonowy WiN.

## Życiorys
Był synem Jana i Wacławy z domu Wojno-Sidorowicz. Jego młodszy brat Albert (ur. 1910) był porucznikiem artylerii Wojska Polskiego i słuchaczem Wyższej Szkoły Intendentury (kurs 1937–1939). W kampanii wrześniowej walczył pod Lwowem, został wzięty do niewoli sowieckiej i zamordowany przez NKWD w Charkowie w zbrodni katyńskiej. Niezidentyfikowany, spoczywa w zbiorowej mogile na cmentarzu polskich oficerów w Piatichatkach. Pośmiertnie awansowany na kapitana.
Jan maturę otrzymał w 1927 roku. Służbę wojskową odbywał w 79 pułku piechoty, a następnie w Oficerskiej Szkole Piechoty w Ostrowi Mazowieckiej i w Szkole Podchorążych Artylerii w Toruniu. 15 sierpnia 1930 Prezydent RP mianował go podporucznikiem ze starszeństwem z dniem 15 sierpnia 1930 i 58. lokatą w korpusie oficerów artylerii, a minister spraw wojskowych wcielił do 19 pułku artylerii lekkiej w Nowej Wilejce. Trzy lata później awansował na porucznika. W 1935 został skierowany do Centrum Wyszkolenia Broni Pancernych w Modlinie. W 1936, po ukończeniu kursu, został przeniesiony do 1 dywizjonu pociągów pancernych w Legionowie. W marcu 1939 pełnił służbę w tym dywizjonie na stanowisku dowódcy I plutonu podoficerskiego szkolnego pociągu pancernego. Jako porucznik ze starszeństwem z dniem 1 stycznia 1933 zajmował 9. lokatę w korpusie oficerów broni pancernych.

### Kampania wrześniowa
Przed II wojną światową Tabortowski był dowódcą plutonu czołgów rozpoznawczych pociągu pancernego nr 11 „Danuta”, a po jej wybuchu został zastępcą dowódcy tego pociągu. Walczył na linii Toruń–Inowrocław, a następnie w okolicach Kutna i brał udział w bitwie nad Bzurą.
18 września 1939 dowodzona przez niego bateria osłaniała odwrót jednostek polskich za linię rzeki Bzury, otoczona przez Niemców po wyczerpaniu amunicji skapitulowała. Ranny porucznik Jan Tabortowski znalazł się w niewoli i umieszczony w szpitalu w Warszawie.

### Działalność konspiracyjna
Ze szpitala uciekł w styczniu 1940 roku. Przekroczył linię demarkacyjną w okolicach Wysokiego Mazowieckiego i przy pomocy swojego kolegi por. Czesława Gołębiowskiego ps. „Bosy” znalazł się w konspiracji. Przyjął pseudonim „Kusy” i od wiosny 1940 roku został komendantem Obwodu Bielsk Podlaski, a w maju 1942 roku objął stanowisko inspektora Inspektoratu III łomżyńskiego obejmującego obwody AK – Łomża i Grajewo. Został awansowany do stopnia kapitana i odznaczony Krzyżem Walecznych.
Obejmując nowe obowiązki zaczął posługiwać się pseudonimem „Bruzda”. 22 listopada 1942 roku kapitan „Bruzda” został aresztowany wraz porucznikiem Stanisławem Cieślewskim „Lipcem” i por. Janem Sokołowskim „Majem” i osadzony w więzieniu w Łomży. Mimo iż Niemcy nie orientowali się kogo aresztowali, umieścili ich na liście osób do rozstrzelania. Dzięki akcji podziemia dowodzonej przez Czesława Lustycha „Profesora” i Zdzisława Wilhelmiego „Powoja” udało się doprowadzić do ich ucieczki w nocy z 12 na 13 stycznia 1943 roku. Razem z nimi uciekło około 10 więźniów.
Po tych wydarzeniach „Bruzda” zostaje przeniesiony do Inspektoratu IV Suwalskiego, a jego funkcję objął cichociemny – por. Hieronim Łagoda „Lak”.
Inspektorat suwalski był nasycony oddziałami partyzanckimi i „Bruzda” dużo czasu spędzał dokonując inspekcji podległych mu oddziałów.
Korzystał z każdej okazji osobistego udziału w akcjach. W kwietniu 1943 roku, przebywając na odprawie na terenie Obwodu Zambrów, odbił z rąk Niemców swojego kolegę kpt. Czesława Gołębiowskiego „Bosego” przetrzymywanego w Wiźnie. W sierpniu tego samego roku dowodził wypadem na majątek Poryte-Jabłoń i uderzeniem na oddział żandarmerii w Królowej Wodzie, a w listopadzie kierował walką pod Strzelcowizną.
W październiku 1943 został ponownie odznaczony Krzyżem Walecznych. 30 stycznia 1944 roku „Bruzda” został odwołany z zajmowanego stanowiska i miał objąć funkcję szefa Wydziału Motoryzacji Okręgu Białostockiego AK, jednak aresztowanie przez Niemców kpt. „Laka” spowodowało, że „Bruzda” objął ponownie stanowisko inspektora Inspektoratu Łomżyńskiego AK.
Kapitan „Bruzda” przejął nowe obowiązki w marcu 1944 roku i skoncentrował się na przygotowaniach do akcji „Burza”. Skompletował dowództwo przewidzianych do mobilizacji jednostek 33 pułku piechoty AK i 9 pułku strzelców konnych. Dowódcą pierwszego został por. Stanisław Cieślewski „Lipiec”, a drugiego rtm. Wiktor Konopko „Grom”. Nadzorował rozbudowę przewidzianych na miejsca koncentracji baz na bagnach narwiańskich w okolicach wsi Olszyna Pniewska, Grądy Woniecko i na Uroczysku Kobielne nad Biebrzą. W maju 1944 kapitan „Bruzda” został po raz trzeci odznaczony Krzyżem Walecznych.
2 lipca 1944 pod Boguszkami podjął próbę odbicia aresztowanego przez Niemców ppor. Józefa Ramotowskiego „Rawicza”. Potyczka skończyła się porażką. Zginął „Znicz” Jan Kościelewski, ranni zostali major „Bruzda” oraz „Huzar” – Hipolit Waniewski i „Kmicic” – Zbigniew Stronowski. W ramach represji Niemcy rozstrzelali 10 mężczyzn we wsi Boguszki.
Około 10 lipca 1944 pułkownik Władysław Liniarski „Mścisław”, komendant Okręgu Białostockiego AK pojął decyzję o rozpoczęciu akcji „Burza” na terenie inspektoratu łomżyńskiego. W tym samym czasie kapitan „Bruzda” został awansowany do stopnia majora.

### Akcja „Burza”
W momencie rozpoczęcia akcji „Burza” na terenie bazy „Kobielne” przebywało około 190 żołnierzy – szkieletowa obsada IV batalionu 33 pp AK – około 60 żołnierzy, oddział „Czarna Hańcza” z obwodu białostockiego AK, w liczbie około 70 ludzi i liczący około 50 osób oddział sowieckich skoczków spadochronowych pod dowództwem płk. Wojciechowskiego. Współpraca między dowódcami nowo przybyłych jednostek a „Bruzdą” układa się źle. Dlatego komenda Okręgu Białostockiego AK zdecydowała się przesunąć oddział „Czarna Hańcza” do Puszczy Knyszyńskiej, razem z nimi powinni odejść partyzanci radzieccy, ci jednak odmówili podporządkowania się i zostali w bazie „Kobielne”.
Trwały starcia patroli partyzanckich z Niemcami. Jednym z tych starć była potyczka pod Laskowcem, gdzie dowodzony przez por. „Istoka” (byłego oficera armii jugosłowiańskiej) patrol wspomógł wojska radzieckie w walce z Niemcami. Po zwycięskiej potyczce partyzanci zostali doprowadzeni do sztabu dywizji radzieckiej i tam rozbrojeni.
Jednocześnie Niemcy zaatakowali bazę „Kobielne”. Oddziały AK pod dowództwem „Bruzdy” i spadochroniarze radzieccy bronili jej wspólnie, a 14 sierpnia opuścili bazę. „Bruzda” przeszedł ze swym oddziałem w okolice Giełczyna koło Wizny, tam też doszło do kontaktu z wojskami radzieckimi.
Oddział został doprowadzony do sztabu 81 Korpusu 49 Armii stacjonującego w Długołęce, i tam rozbrojony, sam zaś „Bruzda” i jego adiutant „Bystry” zostali aresztowani przez funkcjonariuszy SMIERSZ.

### Konspiracja powojenna
„Bruzda” i „Bystry” uciekli z niewoli około 26 sierpnia i nawiązali kontakt z dowództwem Okręgu Białostockiego. „Bruzda” został ponownie inspektorem Inspektoratu III Łomżyńskiego, odznaczono go też Krzyżem Virtuti Militari.
Do stycznia 1945 roku „Bruzda” ukrywał się w okolicach Zambrowa i Tykocina. NKWD prowadziło działania mające na celu jego ponowne aresztowanie. Pozyskało do współpracy byłych żołnierzy „Bruzdy” – „Papierosa” – Wacława Mieleckiego i „Huzara” – Hipolita Waniewskiego. Ten ostatni, ranny w czasie potyczki pod Boguszkami 2 lipca 1944, był opatrywany przez Franciszkę Ramotowską „Iskrę”. W styczniu 1945 roku rozpoznał „Iskrę” w Białymstoku i wskazał ją NKWD. Łączniczka i sanitariuszka została aresztowana i poddana ciężkim przesłuchaniom.
Major „Bruzda” wrócił na teren swojego inspektoratu i rozpoczął jego odbudowę, tym razem w ramach Armii Krajowej Obywatelskiej, powołanej do życia rozkazem płk. Władysława Liniarskiego „Mścisława” z dnia 15 lutego 1945 roku.
Na początku kwietnia 1945 roku Franciszka Ramotowska została ciężko ranna w czasie próby ucieczki i umieszczona w Szpitalu Garnizonowym w Białymstoku. Major „Bruzda” zdecydował się na jej odbicie. Akcję wykonano bez strat i bez jednego strzału wieczorem 20 kwietnia 1945 roku. Brali w niej udział „Bruzda”, „Ryba” – Stanisław Marchewka, „Szczedroń” – Witold Lipiński, „Jastrząb” – Władysław Wesołowski, „Komar” – Stanisław Chojnowski, „Cezar” NN i „Sokolik” – Piotr Kopacz. Ranna „Iskra” została przetransportowana do Jeziorka koło Łomży, gdzie ją leczono, a następnie umieszczona w Warszawie.
Pod koniec kwietnia major „Bruzda” podjął decyzję o ataku na Grajewo. Akcję wykonano w nocy z 8 na 9 maja. Ugrupowanie liczące około 200 ludzi zostało podzielone na cztery grupy: pierwsza pod dowództwem „Ryby” – Stanisława Marchewki – miała zaatakować UBP, druga pod dowództwem „Wawra” – Franciszka Wawrzyńskiego – Komendę Powiatową Milicji, trzecia pod dowództwem „Olszyny” – Antoniego Kurowskiego – miała blokować komendanturę sowiecką, czwarta zaś pod dowództwem „Dęba” – Władysława Rzeniewicza – miała blokować drogi dojazdowe do miasta. Akcja zakończyła się powodzeniem, a w czasie powrotu rozbrojono jeszcze posterunek milicji w Szczuczynie i zlikwidowano punkt łączności Armii Czerwonej pod miejscowością Łojki.
11 maja 1945 w okolicach miejscowości Wyrzyki major „Bruzda” przeprowadził udaną akcję odbicia z rąk UB dowódcy plutonu plut. „Jałowca” – zginęło lub zostało rannych 16 funkcjonariuszy UB i MO z Komendy Głównej MO.
We wrześniu 1945 roku powstała nowa, zrzeszająca środowisko akowskie organizacja WiN. Major „Bruzda” wraz z podległym mu inspektoratem znalazł się w WiN, zmieniając przy tym pseudonim na „Tabor”. Za działalność w ramach AK i AKO został odznaczony Złotym Krzyżem Zasługi z Mieczami.
22 lutego 1947 roku Sejm uchwalił ustawę o amnestii, umożliwiającą złożenie broni przez podziemie. Major „Bruzda” ujawnił się 25 marca 1947 roku. Z podległego mu terenu ujawniło się około 2300 członków WiN.

### Życie cywilne
Po ujawnieniu Jan Tabortowski wyjechał do Warszawy i tam próbował rozpocząć swoje życie na nowo. Jego próba powrotu do służby wojskowej zakończyła się niepowodzeniem, Tabortowski pracował w kilku instytucjach, mieszkał w pokojach sublokatorskich, a jesienią 1947 rozpoczął studia w Szkole Głównej Handlowej.
W Warszawie osiedliło się kilka innych osób z dawnego „Obwodu Białystok” i Jan Tabortowski utrzymywał z nimi kontakty. Pod koniec 1948 roku przyjechał do Warszawy Stanisław Cieślewski „Lipiec”, który został wkrótce zatrzymany przez UB i przesłuchiwany kilka dni. Wtedy też Jan Tabortowski uzyskał potwierdzenie, że był obserwowany przez UB.

### Powrót do podziemia
Zagrożeni aresztowaniem „Lipiec” i „Bruzda” zeszli ponownie do podziemia w kwietniu 1950 roku. Ukrywali się u dawnych podkomendnych, a latem 1950 roku wybudowali obóz na bagnach biebrzańskich. Rozpoczęli gromadzenie przechowanej po ujawnieniu broni. Zaopatrzenie i informacje dostarczali im dawni żołnierze. Dołączali się do nich inni ukrywający się, jednak żaden z nich nie pozostał z nimi na stałe.
W listopadzie 1950 roku dwaj funkcjonariusze UB dotarli do obozu „Bruzdy”, ale zostali zlikwidowani.
Przez grupę przewinęli się: Tadeusz Wysocki ps. „Zegar”, Mieczysław Zalewski „Tarzan”, Józef Ramotowski „Rawicz”, Antoni Malinowski „Zając” i jego brat Kazimierz oraz Aleksander Sleszyński „Wicher”. Brak środków do życia spowodował konieczność przeprowadzenia akcji zaopatrzeniowych. Rekwirowano towary i pieniądze w sklepach i spółdzielniach regionu.
27 sierpnia 1952 rano wieś Grądy Małe, gdzie ukrywali się kapitan „Lipiec” i porucznik „Rawicz”, została otoczona przez KBW. Po wykryciu kryjówki doszło do wymiany ognia. Kapitan „Lipiec” zginął, rozerwany własnym granatem, a „Rawicz” ranny w nogę został ujęty.
Przez grupę przewinęli się: Wacław Dąbrowski, Edward Łebkowski i Antoni Rogowski. Przeprowadzano kolejne akcje zaopatrzeniowe.
Wszystkie prowadzone przez UB akcje mające na celu likwidację „Bruzdy” nie przynosiły rezultatu, dlatego też UB postanowiło wprowadzić do jego grupy swojego człowieka. Wybrano Stanisława Marchewkę „Rybę” – dawnego szefa samoobrony w obwodzie łomżyńskim. „Ryba” zerwał z podziemiem w 1946, ujawnił się w 1947 roku i wyprowadził się do Łodzi. Obecnie zmuszony przez UB pozornie podpisał współpracę i powrócił w łomżyńskie w poszukiwaniu „Bruzdy”.
Do spotkania „Bruzdy” z „Rybą” doszło w lipcu 1953 roku. „Ryba” wstąpił do grupy, w której byli wówczas „Bruzda”, „Zegar” i „Tygrys” – Wacław Dąbrowski a nieco później dołączył do nich Jan Rogiński „Lis”.
W sierpniu 1954 roku „Bruzda” zdecydował się na kolejną akcję – tym razem w Przytułach. Zaatakowano posterunek milicji i kasę gminną. W wyniku wymiany ognia „Bruzda” został ranny w klatkę piersiową i upadł przed komisariatem (był to prawdopodobnie rykoszet z jego własnej broni – choć jest równie prawdopodobne, że do „Bruzdy” strzelił funkcjonariusz UB Kazimierz Poprawski). Rana „Bruzdy” okazała się bardzo ciężka i na jego własną prośbę został dobity przez „Rybę”.
Ciało majora „Bruzdy” zostało zabrane przez UB do Białegostoku. Nie jest znane miejsce jego pochówku. W roku 1994 na cmentarzu w Przytułach powstała jego symboliczna mogiła.
Grupa, którą dowodził, przetrwała do roku 1957, do czasu, kiedy we wsi Jeziorko zginął por. „Ryba”.

## Ordery i odznaczenia
Postanowieniem prezydenta RP Lecha Kaczyńskiego z 20 sierpnia 2009 r. „za wybitne zasługi dla niepodległości Rzeczypospolitej Polskiej” został pośmiertnie odznaczony Krzyżem Wielkim Orderu Odrodzenia Polski.